# حقل يبال العماني
يعد حقل يبال هو أكبر حقل نفط في سلطنة عمان ، ويقع في محافظة الظاهرة ، على بعد حوالي 360 كيلومترًا جنوب غرب مسقط. بدأ الإنتاج في عام 1968،  وفي ذروته بلغ الإنتاج ما يقرب من 250,000 برميل لكل يوم (40,000 م3/ي) . وفي السنوات الأخيرة، بدأ الإنتاج في التراجع، وفي عام 2005 بلغ إنتاجه نحو 88,000 برميل لكل يوم (14,000 م3/ي) . يتم تشغيل حقل يبال النفطي بشكل أساسي من قبل شركة تنمية نفط عمان.
في نوفمبر 2017، تلقى حقل نفط عُمان قوة دافعة متولدة من محطة الطاقة الشمسية بقدرة 1.021 ميكاوات. و يعد النفط اليوم هو من يغذي اقتصاد عُمان و مكنت عائدات المنتجات البترولية من التطور و النمو الدراماتيكي في سلطنة عُمان في الأعوام الماضية .

## مشروع جبال خف
يعد مشروع جبال خف ثاني أكبر مشروع لإنتاج النفط الخام و الغاز الطبيعي في تاريخ الشركة و أكثر المشاريع ذات الصعوبة الفنية. حيث يمتد على مساحة 1.68 كيلومتر مربع ، و نجح المشروع في إنجاز أطول وحدة لإدارة الغازات الحمضية . تم اختيار شركة بتروفاك البريطانية للإشراف على تطوير مشروع "جبل خف" العملاق كجزء من عقد إدارة الهندسة والمشتريات والبناء في عام 2015. وقالت شركة بتروفاك في ذلك الوقت إن قيمة العقد بلغت نحو 900 مليون دولار.
بدأ مشروع جبال خف (YKP) عمله في سبتمبر 2021، حيث يعمل به 1200 مواطن عماني و200 مواطن أجنبي. عند التشغيل الكامل، سينتج المشروع 20 ألف برميل من النفط الخام يوميًا ،  و خمسة ملايين متر مكعب من الغاز الطبيعي يوميًا ،و سيسهم المشروع في تلبية الطلب المتزايد على النفط و الغاز الطبيعي في سلطنة عُمان و تحقيق القيمة المحلية المضافة المستهدفة في خطة الخمسية العاشرة .